# Frankrijk op het Junior Eurovisiesongfestival 2019
Frankrijk nam deel aan het Junior Eurovisiesongfestival 2019 in Gliwice, Polen. Het was de derde deelname van het land aan het Junior Eurovisiesongfestival. France 2 was verantwoordelijk voor de Franse bijdrage voor de editie van 2019. 

## Selectieprocedure
Op 11 oktober 2019 maakte de Franse omroep dat zangeres Carla voor het land op het podium zou staan tijdens het zeventiende Junior Eurovisiesongfestival in Polen. De zangeres werd in haar thuisland bekend vanwege haar deelname aan The Voice Kids in 2018. Carla reisde naar Polen af met haar lied Bim bam toi. 
Carla werd door de Franse omroep intern geselecteerd om het land te vertegenwoordigen nadat France 2 drie keer zo veel inschrijvingen ontvangen had als in 2018.

## In Gliwice
Carla was als tweede van negentien acts aan de beurt, net na Jordan Anthony uit Australië en gevolgd door Tatiana & Denberel uit Rusland. Frankrijk eindigde uiteindelijk op de vijfde plaats, met 169 punten.
2004 · 2005-2017 · 2018 · 2019 · 2020 · 2021 · 2022 · 2023 · 2024
Albanië · Armenië · Australië · Frankrijk · Georgië · Ierland · Italië · Kazachstan · Malta · Nederland · Noord-Macedonië · Oekraïne · Polen · Portugal · Rusland · Servië · Spanje · Wales · Wit-Rusland